# 2014 WP509
2014 WP509 est un cubewano d'un diamètre estimé à environ 600 km, ce qui le qualifie comme un candidat au statut de planète naine.